# Sumer (distrikt)
Sumer (bulgariska: Сумер) är ett distrikt i Bulgarien.   Det ligger i kommunen Obsjtina Montana och regionen Montana, i den västra delen av landet, 70 km norr om huvudstaden Sofia.
Omgivningarna runt Sumer är en mosaik av jordbruksmark och naturlig växtlighet. Runt Sumer är det ganska glesbefolkat, med 35 invånare per kvadratkilometer.